# البولای
البولای (به عربی: ألبولاي) یک محوطه باستانی در الجزایر است که در الجزایر واقع شده‌است.